# 小牧南出入口

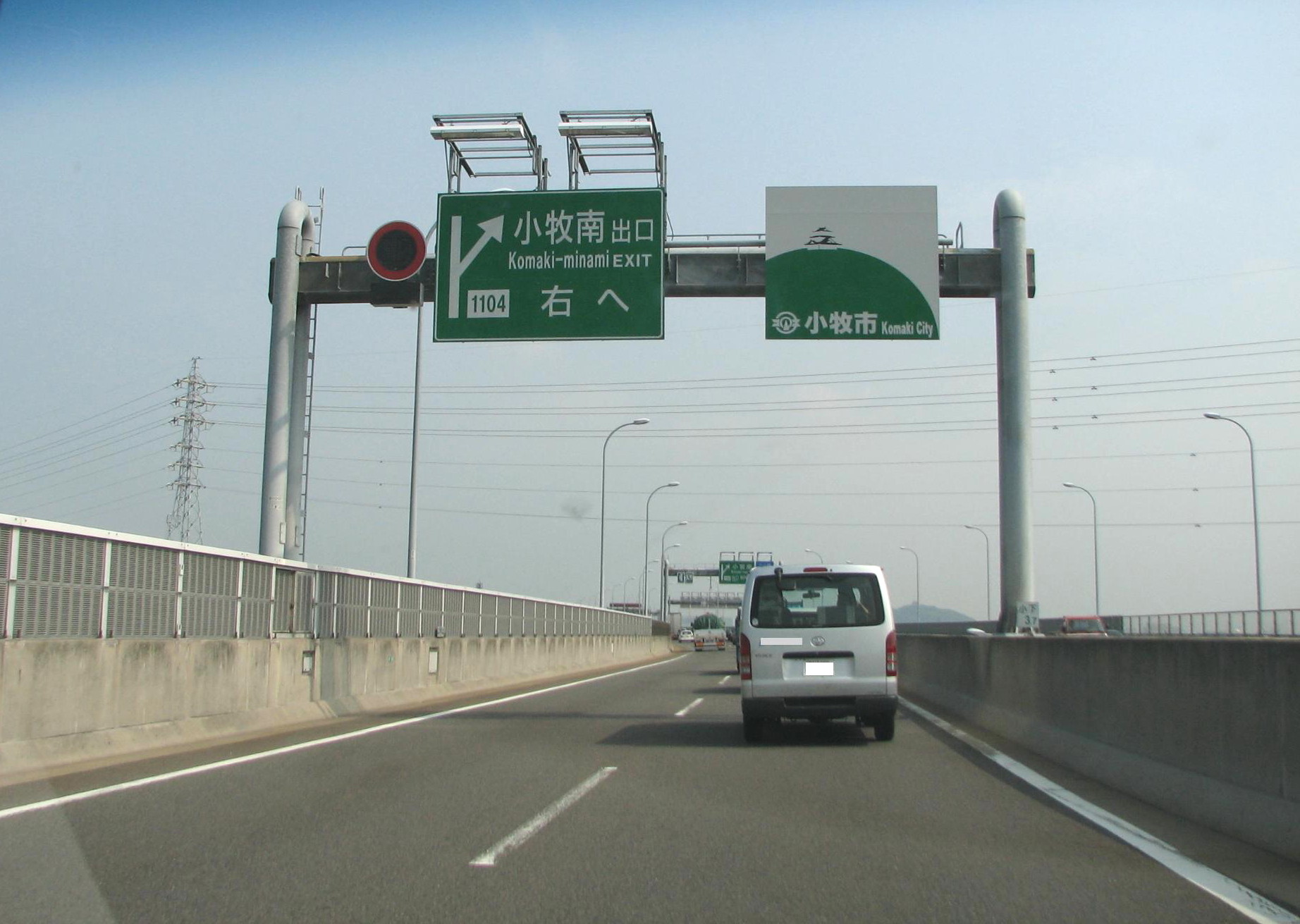
小牧南出入口の案内板

小牧南出入口（こまきみなみでいりぐち）は、愛知県小牧市にある名古屋高速道路11号小牧線のインターチェンジである。

## 道路
- 名古屋高速11号小牧線

## 接続する道路
- 名濃バイパス（国道41号）

## 料金所

### 楠方面
- レーン数:2
  - ETC専用:1
  - 一般:1

## 利用台数
名古屋市統計年鑑による利用台数の推移
| 2000年（平成12年）度 | 198422台  |  |
| 2001年（平成13年）度 | 3387344台 |  |
| 2002年（平成14年）度 | 1397406台 |  |
| 2003年（平成15年）度 | 1376519台 |  |
| 2004年（平成16年）度 | 1394916台 |  |
| 2005年（平成17年）度 | 1522198台 |  |
| 2006年（平成18年）度 | 1629646台 |  |
| 2007年（平成19年）度 | 1665205台 |  |
| 2008年（平成20年）度 | 1542234台 |  |
| 2009年（平成21年）度 | 1473907台 |  |
| 2010年（平成22年）度 | 1566316台 |  |
| 2011年（平成23年）度 | 1589728台 |  |
| 2012年（平成24年）度 | 1647848台 |  |
| 2013年（平成25年）度 | 1715134台 |  |

## 周辺
- 天然温泉スパガーラ
- スケートパーク川西

## 隣
名古屋高速11号小牧線
(1103,1113)豊山北出入口 - (1104,1114)小牧南出入口 - (1105,1115)堀の内出入口